# (23355) Элефенор
(23355) Элефенор (др.-греч. Ἐλεφήνωρ) — типичный троянский астероид Юпитера, движущийся в точке Лагранжа L4, в 60° впереди планеты. Астероид был открыт 17 октября 1960 года голландскими астрономами К. Й. ван Хаутеном, И. ван Хаутен-Груневельд и Томом Герельсом в Паломарской обсерватории и назван в честь Элефенора, одного из героев Троянской войны.

Орбита астероида Элефенор и его положение в Солнечной системе